# Домашний чемпионат Великобритании 1947/1948
Домашний чемпионат Великобритании 1947/48 (англ. 1947–48 British Home Championship) — пятьдесят третий розыгрыш Домашнего чемпионата, футбольного турнира с участием сборных четырёх стран Великобритании (Англии, Шотландии, Уэльса и Ирландии). Победу в турнире в рекордный двадцать восьмой раз одержала сборная Англии.
Турнир начался 4 октября 1947 года, когда сборная Ирландии в Белфасте обыграла сборную Шотландии со счётом 2:0. 18 октября сборная Уэльса в Кардиффе была разгромлена сборной Англии со счётом 0:3. В ноябре Англия и Ирландия в Ливерпуле сыграли вничью со счётом 2:2, а Шотландия в Глазго уступила Уэльсу со счётом 1:2. В марте Уэльс в Рексеме обыграл Ирландию со счётом 2:0, а в апреле Шотландия в Глазго проиграла Англии со счётом 0:2, что гарантировало англичанам чемпионский титул.

## Турнирная таблица
| Поз | Команда    | И | В | Н | П | МЗ | МП | РМ | О |
| --- | ---------- | - | - | - | - | -- | -- | -- | - |
| 1   | Англия (Ч) | 3 | 2 | 1 | 0 | 7  | 2  | +5 | 5 |
| 2   | Уэльс      | 3 | 2 | 0 | 1 | 4  | 4  | 0  | 4 |
| 3   | Ирландия   | 3 | 1 | 1 | 1 | 4  | 4  | 0  | 3 |
| 4   | Шотландия  | 3 | 0 | 0 | 3 | 1  | 6  | −5 | 0 |

## Результаты матчей
| Ирландия     | 2:0     | Шотландия |
| ------------ | ------- | --------- |
| Смит 35′ 52′ | (отчёт) |           |

| Уэльс | 0:3     | Англия                                  |
| ----- | ------- | --------------------------------------- |
|       | (отчёт) | - Финни 6′ - Мортенсен 11′ - Лоутон 15′ |

| Англия                     | 2:2     | Ирландия                 |
| -------------------------- | ------- | ------------------------ |
| - Мэннион 82′ - Лоутон 87′ | (отчёт) | - Уолш 54′ - Дохерти 90′ |

| Шотландия    | 1:2     | Уэльс                  |
| ------------ | ------- | ---------------------- |
| Макларен 10′ | (отчёт) | - Форд 35′ - Лаури 42′ |

| Уэльс                     | 2:0     | Ирландия |
| ------------------------- | ------- | -------- |
| - Лаури 41′ - Эдвардс 53′ | (отчёт) |          |

| Шотландия | 0:2     | Англия                      |
| --------- | ------- | --------------------------- |
|           | (отчёт) | - Мортенсен 44′ - Финни 64′ |

## Победитель
| Победитель Домашнего чемпионата 1947/48 |
| Англия Двадцать восьмой титул           |

## Состав победителей
Сборная Англии
Главный тренер:  Уолтер Уинтерботтом
| Поз. | Игрок              | Дата рождения    | Игры | Голы | Минуты | УЭЛ | ИРЛ | ШОТ | Клуб                    |
| ---- | ------------------ | ---------------- | ---- | ---- | ------ | --- | --- | --- | ----------------------- |
| Вр   | Фрэнк Свифт        | 24 декабря 1913  | 3    | 0    | 270    | 90  | 90  | 90  | Манчестер Сити          |
| Защ  | Лори Скотт         | 23 апреля 1917   | 3    | 0    | 270    | 90  | 90  | 90  | Арсенал                 |
| Защ  | Джордж Хардуик (к) | 2 февраля 1920   | 3    | 0    | 270    | 90  | 90  | 90  | Мидлсбро                |
| Хав  | Фил Тейлор         | 18 сентября 1917 | 2    | 0    | 180    | 90  | 90  | −   | Ливерпуль               |
| Хав  | Билли Райт         | 6 февраля 1924   | 3    | 0    | 270    | 90  | 90  | 90  | Вулверхэмптон Уондерерс |
| Хав  | Нил Франклин       | 24 января 1922   | 3    | 0    | 270    | 90  | 90  | 90  | Сток Сити               |
| Хав  | Генри Коберн       | 14 сентября 1921 | 1    | 0    | 90     | −   | −   | 90  | Манчестер Юнайтед       |
| Нап  | Стэнли Мэтьюз      | 1 февраля 1915   | 3    | 0    | 270    | 90  | 90  | 90  | Блэкпул                 |
| Нап  | Стэн Мортенсен     | 26 мая 1921      | 3    | 2    | 270    | 90  | 90  | 90  | Блэкпул                 |
| Нап  | Томми Лоутон       | 6 октября 1919   | 3    | 2    | 270    | 90  | 90  | 90  | Челси                   |
| Нап  | Уилф Мэннион       | 16 мая 1918      | 2    | 1    | 180    | 90  | 90  | −   | Мидлсбро                |
| Нап  | Стэн Пирсон        | 15 января 1919   | 1    | 0    | 90     | −   | −   | 90  | Манчестер Юнайтед       |
| Нап  | Том Финни          | 5 апреля 1922    | 3    | 2    | 270    | 90  | 90  | −   | Престон Норт Энд        |

## Бомбардиры
- 2 гола
  -  Стэн Мортенсен
  -  Том Финни
  -  Томми Лоутон
  -  Сэмми Смит[англ.]
  -  Джордж Лаури[англ.]